# Rhys McClenaghan
Rhys Joshua McClenaghan (Comtat de Down, Irlanda del Nord, 21 de juliol de 1999) és un gimnasta artístic irlandès que competeix internacionalment per Irlanda. És considerat un dels millors especialistes en cavall amb arcs de la seva generació. És el campió olímpic de 2024, el primer gimnasta en guanyar una medalla olímpica per Irlanda. McClenaghan també és dues vegades campió del món en cavall amb arcs, havent guanyat l'or al 2022 i al 2023, el primer gimnasta irlandès a classificar-se per a una final dels campionats del món i a guanyar també una medalla, quan va aconseguir el bronze en la mateixa prova el 2019.
És tres vegades campió d'Europa. Va ser el primer gimnasta irlandès en competir en una final europea, i també el primer en guanyar una medalla europea.
També va competir per Irlanda del Nord en els Jocs de la Commonwealth de 2018, guanyant la medalla d'or en el cavall amb arcs. A continuació, va guanyar els Campionats d'Europa de 2018, superant en totes dues ocasions a l'actual campió olímpic i bicampió mundial, Max Whitlock.